# Armadillogorgia cyathella
Armadillogorgia cyathella is een zachte koraalsoort uit de familie Primnoidae. De koraalsoort komt uit het geslacht Armadillogorgia. Armadillogorgia cyathella werd in 1980 voor het eerst wetenschappelijk beschreven door Bayer. 